# Šumet (Proložac)
Šumet falu Horvátországban Split-Dalmácia megyében. Közigazgatásilag Proložachoz tartozik.

## Fekvése
Splittől légvonalban 57, közúton 83 km-re keletre, Makarskától légvonalban 19, közúton 35 km-re északkeletre, községközpontjától légvonalban 2, közúton 5 km-re délre a dalmát Zagora területén, Imotska krajina északnyugati részén fekszik.

## Története
Šumet területe már a történelem előtti időben lakott volt, ezt bizonyítja a határában található Zujića gradina, mely egy ókori erődített település maradványa, valamint a Glavicán található halomsírok is. Első ismert népe az illírek voltak. Az illír háborúk végeztével az 1. század elején e terület is Dalmácia római tartomány része lett. A római jelenlétet az e vidéken előkerült számos régészeti lelet (pénzek, ékszerek, használati eszközök, fegyverek) is igazolja. A horvátok ősei a 7. században vándoroltak be erre a vidékre. A bencés atyák a falutól keletre fekvő Opačacnál a Vrljika-folyó forrásánál építették fel kolostorukat, innen végezték a térség lakóinak keresztény hitre térítését. A 14. századtól a hívek lelki gondozását a ferencesek vették át, akik az elpusztult kolostort újjáépítették. A török 1463-ban meghódította a közeli Boszniát, majd néhány évvel később már ez a terület is uralmuk alá került. Az 1699-es karlócai béke török kézen hagyta. Végleges felszabadulása csak az újabb velencei-török háborút lezáró pozsareváci békével 1718-ban történt meg. Ezután a Velencei Köztársaság fennhatósága alá tartozott. A felszabadított területre Hercegovinából és a környező falvakból új lakosság települt, akik a proložaci plébániához tartoztak. A velencei uralomnak 1797-ben vége szakadt és osztrák csapatok vonultak be Dalmáciába. 1806-ban az osztrákokat legyőző franciák uralma alá került, de Napóleon lipcsei veresége után 1813-ban újra az osztrákoké lett. 1880-ban 98, 1910-ben 172 lakosa volt. 1918-ban az új szerb-horvát-szlovén állam, majd később a Jugoszláv Királyság része lett. A háború után a szocialista Jugoszláviához került. 1991 óta a független Horvátországhoz tartozik. A környező falvaktól eltérően lakosságának száma az utóbbi évtizedekben sem csökkent. 2011-ben a településnek 324 lakosa volt.

## Lakosság
| Lakosság változása | Lakosság változása | Lakosság változása | Lakosság változása | Lakosság változása | Lakosság változása | Lakosság változása | Lakosság változása | Lakosság változása | Lakosság változása | Lakosság változása | Lakosság változása | Lakosság változása | Lakosság változása | Lakosság változása | Lakosság változása |
| ------------------ | ------------------ | ------------------ | ------------------ | ------------------ | ------------------ | ------------------ | ------------------ | ------------------ | ------------------ | ------------------ | ------------------ | ------------------ | ------------------ | ------------------ | ------------------ |
| 1857               | 1869               | 1880               | 1890               | 1900               | 1910               | 1921               | 1931               | 1948               | 1953               | 1961               | 1971               | 1981               | 1991               | 2001               | 2011               |
| 0                  | 0                  | 98                 | 116                | 142                | 172                | 0                  | 533                | 298                | 0                  | 0                  | 283                | 305                | 307                | 313                | 324                |

(1857-ben, 1869-ben és 1921-ben lakosságát Donji Proložachoz, 1953-ban és 1961-ben Krivodolhoz számították.)

## Nevezetességei
- A Béke királynője tiszteletére szentelt templomát 1990-ben építették Vinko Grabovac tervei szerint. Felszentelése 1992. július 9-én történt. Modern betonépület alagsorában csarnokkal, földszinti részén a templommal és a kórussal. A bejárattól jobbra emelkedik az egyedülállóan kiképezett, alul háromszög, felül négyszög  alaprajzú harangtorony, a harangok szintjén négyes osztású négyszög alakú nyílásokkal .
- A falutól keletre fekvő Opačac nevű régészeti lelőhelyen a Vrljika közelében található a Szűz Mária templom, melyet 1719-ben építettek a 14. századi, valamivel nagyobb templom helyén. Az egyhajós épület homlokzata sajnos leomlott, de ismert, hogy a bejárat felett rózsaablak, felül pedig harangtorony díszítette. Romos az északi és a keleti fal is. A mellékbejárat déli falon át vezet, melyet felül gótikus kereszt díszít. Valószínűleg egy középkori sírkő részét képezte. Ugyanezen a falon két alacsony, négyszögletes ablak között lőrésszerű nyílás látható. Közelében feltárták a 14. századi kolostortemplom, valamint egy másik épület északi alapfalait, melyet az egykori kolostor falának tartanak. A templom közvetlen közelében és belső terében nagy számú sír került elő, melyek legtöbbje a 16. és 17. századra keltezhető. Ez az az időszak, amikor az épület nem töltötte be eredeti szakrális funkcióját. Opačac ma is a Nagyboldogasszony napi  zarándoklatok kedvelt célpontja,  ahol évente több ezer zarándok gyűlik össze.